# Roela
Roela är en ort i Estland. Den ligger i Vinni kommun och landskapet Lääne-Virumaa, i den centrala delen av landet, 110 km öster om huvudstaden Tallinn. Roela ligger 97 meter över havet och antalet invånare är 596.
Terrängen runt Roela är platt. Runt Roela är det glesbefolkat, med 9 invånare per kvadratkilometer. Närmaste större samhälle är Vinni, 16,9 km nordväst om Roela. Omgivningarna runt Roela är en mosaik av jordbruksmark och naturlig växtlighet.